# Усть-Гур
Усть-Гур (рос. Усть-Гур) — село у складі Амурського району Хабаровського краю, Росія. Входить до складу Вознесенського сільського поселення.

## Населення
Населення — 122 особи (2010; 132 у 2002).
Національний склад (станом на 2002 рік):
- нанайці — 73 %